# Park Young-Dae
Park Young-Dae (nascut el 9 de juny de 1964), és un exjugador d'handbol sud-coreà, que va competir als Jocs Olímpics d'Estiu de 1984 i als Jocs Olímpics d'Estiu de 1988.
El 1984 fou membre de la selecció de Corea del Sud que acabà en onzè lloc a les olimpíades. Hi va jugar tots sis partits, i marcà un gol.
A l'Olimpíada de 1988 hi va guanyar la medalla d'argent amb la selecció de Corea del Sud. Hi va jugar tots sis partits, i hi va marcar novament un gol.